# Abacistis
Abacistis är ett släkte av fjärilar. Abacistis ingår i familjen spinnmalar.
Kladogram enligt Catalogue of Life:
| Abacistis | \| \| Abacistis hexanoma \| \| \| \| \| \| Abacistis teligera \| \| \| \| |
|           | \| \| Abacistis hexanoma \| \| \| \| \| \| Abacistis teligera \| \| \| \| |
|           | Abacistis hexanoma                                                        |
|           |                                                                           |
|           | Abacistis teligera                                                        |
|           |                                                                           |